# Kanonierki rzeczne typu Esperanza
Kanonierki rzeczne typu Esperanza – kolumbijskie kanonierki rzeczne z lat 90. XIX wieku. Dwa okręty tego typu („Esperanza” i „General Nerín”) zostały zwodowane w latach 1895-1897 w amerykańskiej stoczni w Perth Amboy i w tych latach weszły do służby w Marynarce Kolumbii. Okręty zostały skreślone z listy floty w około 1935 roku.

## Projekt i budowa
Kanonierki rzeczne typu Esperanza zostały zaprojektowane w amerykańskiej stoczni w Perth Amboy na zamówienie Marynarki Kolumbii wzorując się na konstrukcji amerykańskich kanonierek rzecznych.
Kanonierki rzeczne typu Esperanza zostały zbudowane w stoczni w Perth Amboy w latach 1895-1897.
| Okręt               | Stocznia    | Wodowanie | Wejście do służby |
| ------------------- | ----------- | --------- | ----------------- |
| ARC „Esperanza”     | Perth Amboy | 1897      | 1897              |
| ARC „General Nerín” | Perth Amboy | 1895      | 1895              |

## Dane taktyczno–techniczne
Okręty były dużych rozmiarów kanonierkami rzecznymi o długości między pionami 42,4 metra, szerokości 5,79 metra i zanurzeniu 0,91 metra. Wyporność normalna wynosiła 400 ton. Okręty posiadały napęd o mocy 430 koni mechanicznych (KM). Rufowy napęd łopatkowy pozwalał osiągnąć prędkość 15 węzłów.
Uzbrojenie kanonierek stanowiły trzy pojedyncze działka jednofuntowe Hotchkiss kal. 37 mm L/20.
Burty na śródokręciu oraz rufowe koło łopatkowe chronione było niklowym pancerzem o grubości 6,35 mm (0,25 cala).

## Przebieg służby
Obie jednostki typu Esperanza zostały przyjęte do służby w Marynarce Kolumbii w latach 1895-1897. Okręty, po wieloletniej służbie, zostały skreślone z listy floty prawdopodobnie w 1935 roku.